# Bagni di Masino - Pizzo Badile - Val di Mello - Val Torrone - Piano di Preda Rossa
Bagni di Masino - Pizzo Badile - Val di Mello - Val Torrone - Piano di Preda Rossa este o arie protejată (arie de protecție specială avifaunistică — SPA) din Italia întinsă pe o suprafață de 9.643 ha, integral pe uscat.

## Localizare
Centrul sitului Bagni di Masino - Pizzo Badile - Val di Mello - Val Torrone - Piano di Preda Rossa este situat la coordonatele 46°12′45″N 9°38′56″E / 46.212603°N 9.648843°E.

## Înființare
Situl Bagni di Masino - Pizzo Badile - Val di Mello - Val Torrone - Piano di Preda Rossa a fost declarat arie de protecție specială avifaunistică în martie 2007 pentru a proteja 1 specie de plante și 63 de specii de animale.

## Biodiversitate
Situată în ecoregiunea alpină, aria protejată conține 17 habitate naturale: Păduri de fag Luzulo-Fagetum, Formațiuni ierboase bogate în specii de Nardus, dezvoltate pe substraturi silicioase în zone montane (și în zone submontane, în Europa continentală), Grohotișuri silicioase de la nivelul montan până la nivelul zăpezii (Androsacetalia alpinae și Galeopsietalia ladani), Mlaștini turboase de tranziție și turbării mișcătoare, Fânețe montane, Pajiști alpine și boreale, Pante stâncoase silicioase cu vegetație casmofită, Păduri alpine de Larix decidua și/sau Pinus cembra, Pajiști boreale și alpine pe substrat silicios, Râuri de munte și vegetația lor lemnoasă cu Salix elaeagnos, Păduri acidofile de Picea de la nivel montan la nivel alpin (Vaccinio-Piceetea), Ghețari permanenți, Râuri de munte și vegetația erbacee de pe malurile acestora, Păduri aluvionare cu Alnus glutinosa și Fraxinus excelsior (Alno-Padion, Alnion incanae, Salicion albae), Tufărișuri subarctice cu Salix spp., Păduri pe pante, grohotișuri și ravene de Tilio-Acerion, Liziere de ierburi înalte hidrofile de câmpie și de nivel montan până la alpin.
La baza desemnării sitului se află mai multe specii protejate:
- plante (1): Orthotrichum rogeri
- păsări (60): inărița (Acanthis flammea), uliu porumbar (Accipiter gentilis), uliu păsărar (Accipiter nisus), pițigoi codat (Aegithalos caudatus), minunița (Aegolius funereus), potârnichea de stâncă (Alectoris graeca saxatilis), fâsă de pădure (Anthus spinoletta), fâsă de pădure (Anthus trivialis), acvilă de munte (Aquila chrysaetos), cocoșul de mesteacăn (Bonasa bonasia), buha (Bubo bubo), Certhia brachydactyla, cojoaica de pădure (Certhia familiaris), mierla de apă (Cinclus cinclus), corb (Corvus corax), pițigoi albastru (Cyanistes caeruleus), ciocănitoare pestriță mare (Dendrocopos major), ciocănitoare neagră (Dryocopus martius), presură de munte (Emberiza cia), presură galbenă (Emberiza citrinella), măcăleandru (Erithacus rubecula), Eudromias morinellus, vânturel roșu (Falco tinnunculus), ciuvică (Glaucidium passerinum), rândunică (Hirundo rustica), capîntortură (Jynx torquilla), Lagopus muta helvetica, pițigoi moțat (Lophophanes cristatus), forfecuță gălbuie (Loxia curvirostra), Lyrurus tetrix tetrix, mierlă de piatră (Monticola saxatilis), cinghiță alpină (Montifringilla nivalis), codobatură galbenă (Motacilla alba), codobatură de munte (Motacilla cinerea), alunar (Nucifraga caryocatactes), pietrar sur (Oenanthe oenanthe), pițigoi mare (Parus major), pițigoi de brădet (Periparus ater), codroș de munte (Phoenicurus ochruros), pitulice de munte (Phylloscopus bonelli), pitulice de munte (Phylloscopus collybita), ciocănitoarea verde (Picus viridis), pițigoi de munte (Poecile montanus), pițigoi sur (Poecile palustris), Prunella collaris, brumăriță de pădure (Prunella modularis), Ptyonoprogne rupestris, stăncuță alpină (Pyrrhocorax graculus), aușel sprâncenat (Regulus ignicapilla), aușel cu cap galben (Regulus regulus), mărăcinar (Saxicola rubetra), scatiu (Spinus spinus), huhurez mic (Strix aluco), silvie cu cap negru (Sylvia atricapilla), silvie de zăvoi (Sylvia borin), silvie-mică (Sylvia curruca), Tachymarptis melba, fluturașul de stâncă (Tichodroma muraria), pănțărușul (Troglodytes troglodytes), mierlă gulerată (Turdus torquatus)
- mamifere (2): liliacul mare cu potcoavă (Rhinolophus ferrumequinum), urs brun (Ursus arctos)
- nevertebrate (1): Rosalia alpina

Pe lângă speciile protejate, pe teritoriul sitului au mai fost identificate 90 de specii de plante, 1 specie de amfibieni, 26 de specii de mamifere, 1 specie de nevertebrate, 9 specii de reptile.